# Luc Tardif
Luc Tardif (* 29. března 1953 Trois-Rivières) je francouzský sportovní funkcionář a bývalý lední hokejista narozený v Kanadě. Od září 2021 je prezidentem Mezinárodní federace ledního hokeje.
V rodné Kanadě hrál jako střední útočník za juniorské týmy Cap-de-la-Madeleine Barons a Trois-Rivières Ducs a za univerzitní klub UQTR Patriotes. Byl také na testech v Toronto Maple Leafs. V roce 1975 odešel do Evropy, kde přijal angažmá v belgickém klubu Brussels Royal IHSC. Pak hrál nejvyšší francouzskou soutěž za Chamois de Chamonix, Dragons de Rouen a Drakkars de Caen. Získal titul v roce 1979 se Chamonix a v roce 1990 s Rouenem, čtyřikrát vyhrál kanadské bodování ligy (1979, 1980, 1981 a 1983). V Rouenu působil také jako hrající trenér a místopředseda klubu.
Po skončení profesionální hokejové kariéry pracoval jako realitní makléř a manažer ve stavební firmě Bouygues. Od roku 2000 vedl hokejovou sekci Francouzské federace sportů na ledě. Prosadil vytvoření samostatné Francouzské federace ledního hokeje a v roce 2006 se stal jejím prvním předsedou. Jeho zásluhou bylo v Cergy vybudováno reprezentační tréninkové centrum Aren'Ice. Od roku 2008 pracoval pro Mezinárodní federace ledního hokeje a v roce 2012 se stal jejím pokladníkem. Vedl také francouzskou výpravu na zimních olympiádách v letech 2014 a 2018 a podílel se na kampani pro přidělení Letních olympijských her 2024 Paříži.
V roce 2021 se stal nástupcem Reného Fasela, který vedl Mezinárodní hokejovou federaci sedmadvacet let. Díky podpoře zámořských delegátů porazil Tardif v rozhodujícím kole voleb favorizovaného Franze Reindla z Německa. Ve svém programu kladl důraz na rozšíření hokeje po celém světě, čemuž má pomoci reorganizace nižších divizí mistrovství světa i vysílání kvalitních trenérů do rozvojových zemí. Tardif chce podporovat variantu hokeje ve třech hráčích, která má zvýšit zájem mládeže o sport. Slíbil také intenzivnější boj proti dopingu.
Luc Tardif má francouzské i kanadské občanství, jeho manželka je Belgičanka. Jeho synem je bývalý francouzský hokejový reprezentant Luc Tardif mladší.